# Bomudhal
Bom-udhalet eller blot udhalet er i skibsterminologi en trimline, der kontrollerer, hvor stramt underliget af sejlet er ved at hale skødebarmen ud til bomnokken. Det kan enten være tovværk eller et wirehal. 
Det bruges til at flade sejlet, hvilket primært gøres på bidevinds kurser og i hård luft.